# Güiria
Güiria es una ciudad venezolana ubicada en el estado Sucre, capital del municipio Valdez. Posee aproximadamente 40 000 habitantes.

## Historia

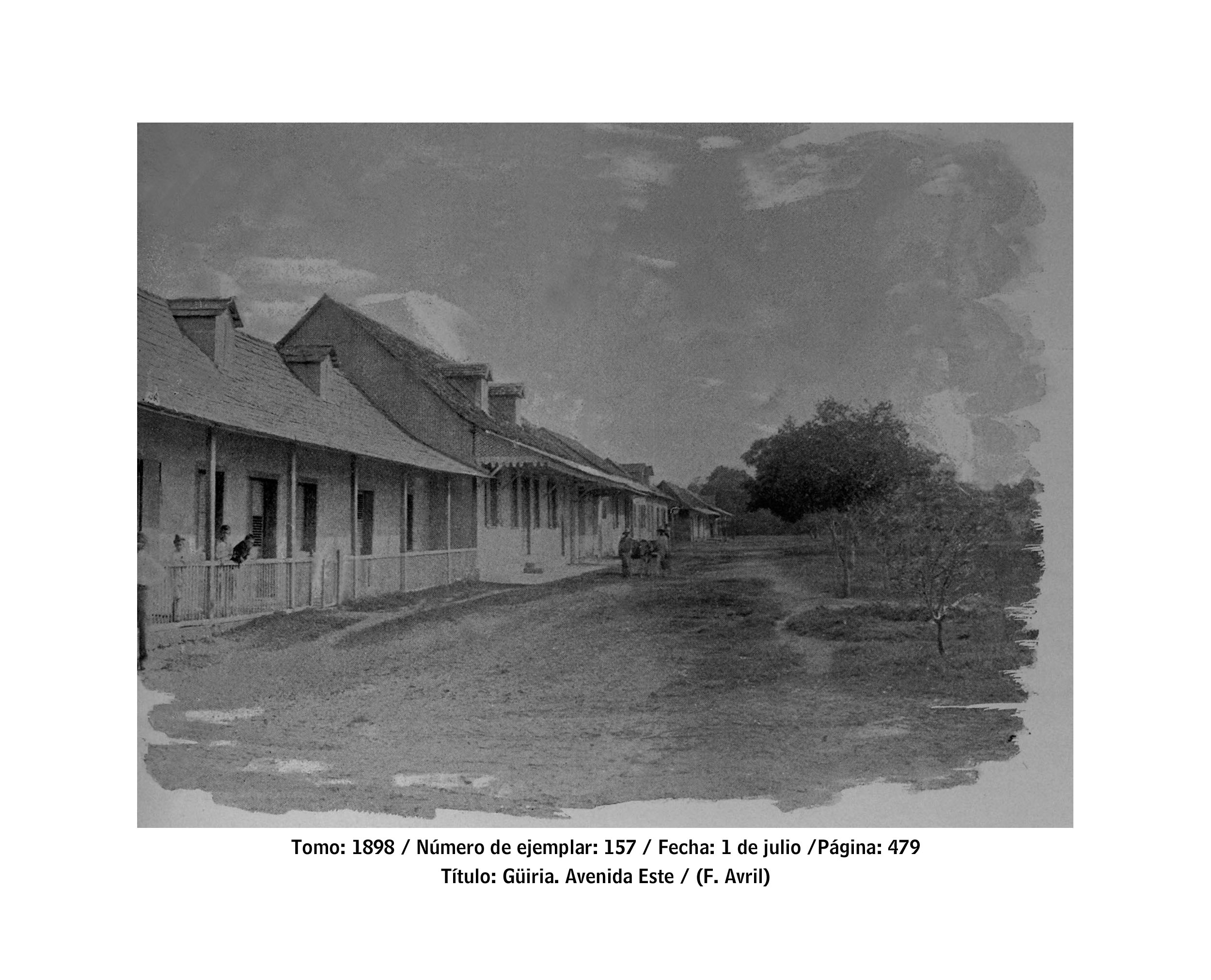
Avenida este de Güiria en 1898.

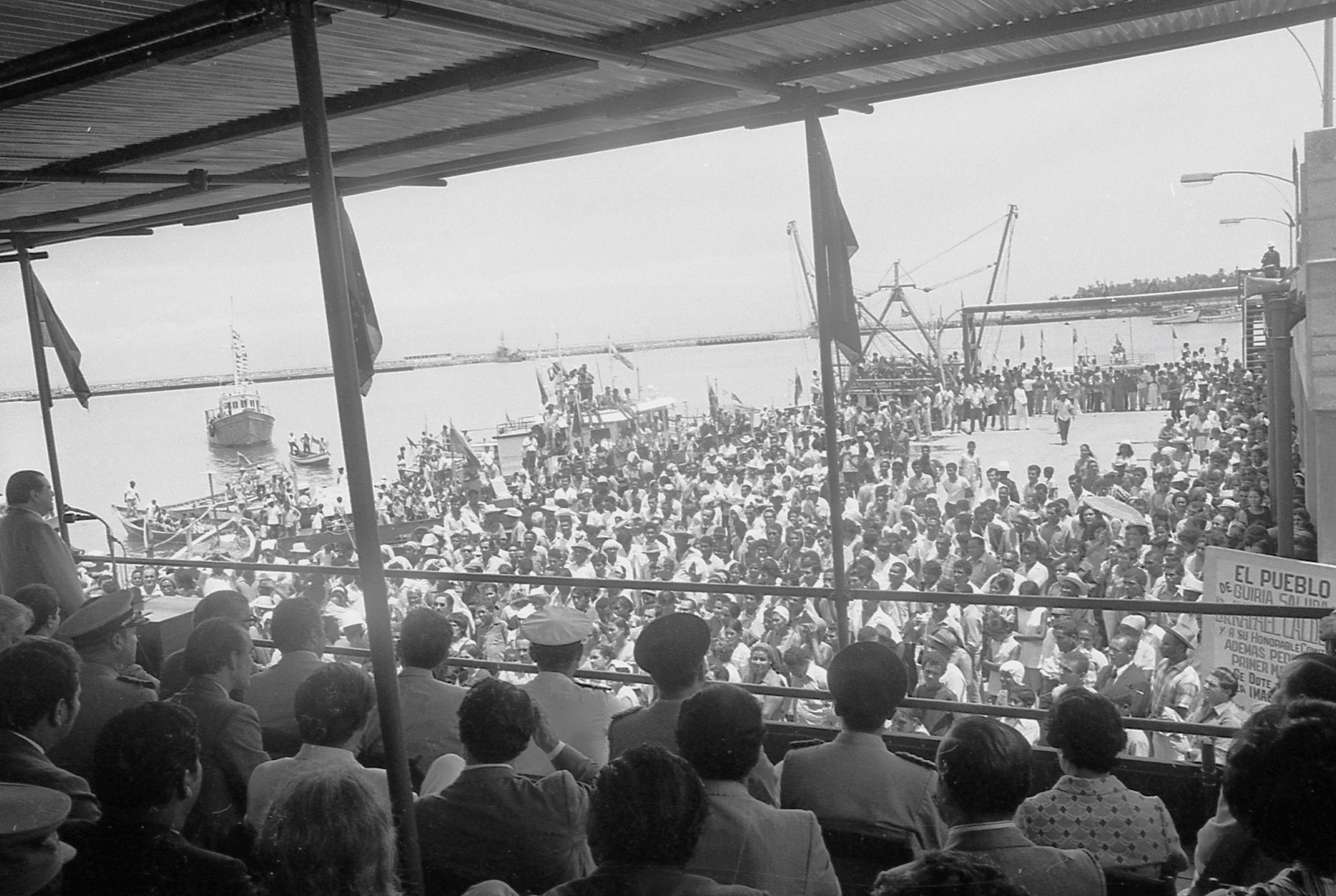
Inauguración del Puerto pesquero de Güiria por el presidente Rafael Caldera, en 1972.

Güiria fue fundada el 8 de diciembre de 1767. Algunas fuentes aseguran que la ciudad fue fundada por misioneros capuchinos aragoneses, bajo el patronato de Nuestra Señora de la Concepción; sin embargo, la mayoría de fuentes reconocen a Francisco Isnardi como fundador. El asentamiento serviría originalmente como pueblo de misión, pero tras la toma británica de Trinidad en 1797, fugitivos españoles y franceses originarios de la isla poblarían la localidad.
En 1793, el puerto de Güiria era atendido por misioneros capuchinos navarros. Entre 1872 y 1875 la ciudad fue capital del territorio federal Mariño, correspondiente a los actuales distritos Mariño y Valdéz.
Güiria fue asaltada en enero de 1813 en el marco de la Campaña de Oriente, cuando el general patriota Santiago Mariño,  al frente de una expedición originaria de la isla Trinidad, desembarca exitosamente en las costas de la ciudad y toma el control de esta.
Tras la Guerra de Independencia y la Guerra Federal, Güiria quedó desolada, y en 1900 los guerreros de la familia Ducharne la convierten en presa de las tropas del gobierno; luego una epidemia en 1925 causa estragos en la población.
En 1935 la aduana de la zona es trasladada de Macuro a Güiria, viéndose mejorada la calidad de vida. El Banco de Venezuela también traslada su agencia a Güiria. Posteriormente se construyen el acueducto y el aeropuerto de la ciudad. El 20 de febrero de 1948, Güiria es elevada a la categoría de capital del distrito Valdéz.
El 27 de marzo de 1968, en el último año de gobierno Raúl Leoni, se inició la construcción del Puerto Pesquero Internacional de Güiria. Este fue construido por la Corporación Venezolana de Fomento (CVF), e inuagurado por el presidente Rafael Caldera el 25 de junio de 1972. Su gestión estuvo a cargo de la Administradora Portuaria Paria, C. A.

## Economía
Es un importante productor de coco, cacao, tabaco, tubérculos, productos pesqueros y ganado. Por su cercanía con la isla de Trinidad, existe cierto intercambio económico con ese país. Desde el puerto de Güiria parten embarcaciones pesqueras y otras naves con destino a Trinidad y Tobago.
En los últimos años se ha venido desarrollando la industria gasificara en la región a través del Complejo Industrial Gran Mariscal de Ayacucho (CIGMA), el cual se está llevando a cabo por la empresa estatal Petróleos de Venezuela (PDVSA) División Costa Afuera. Este proyecto de gran importancia para el desarrollo de la nación como potencia gasificara a nivel mundial tiene como primer objetivo el crecimiento económico e industrial del Estado Sucre. Así como también en su primera fase proveer de gas natural a los Estados Nueva Esparta, Monagas y Estado Anzoátegui. De igual manera se irá conectando en los próximos años al sistema nacional de gasificación para abastecer de este recurso natural al resto del país y aún más exportar dicho producto.

## Temperatura
La temperatura media de Güiria es de 26,7 °C, presenta precipitaciones medias anuales de 987 Mm.

## Puertos y aeropuertos
- Puerto Pesquero de Güiria.
- Aeropuerto Juan Manuel Valdez

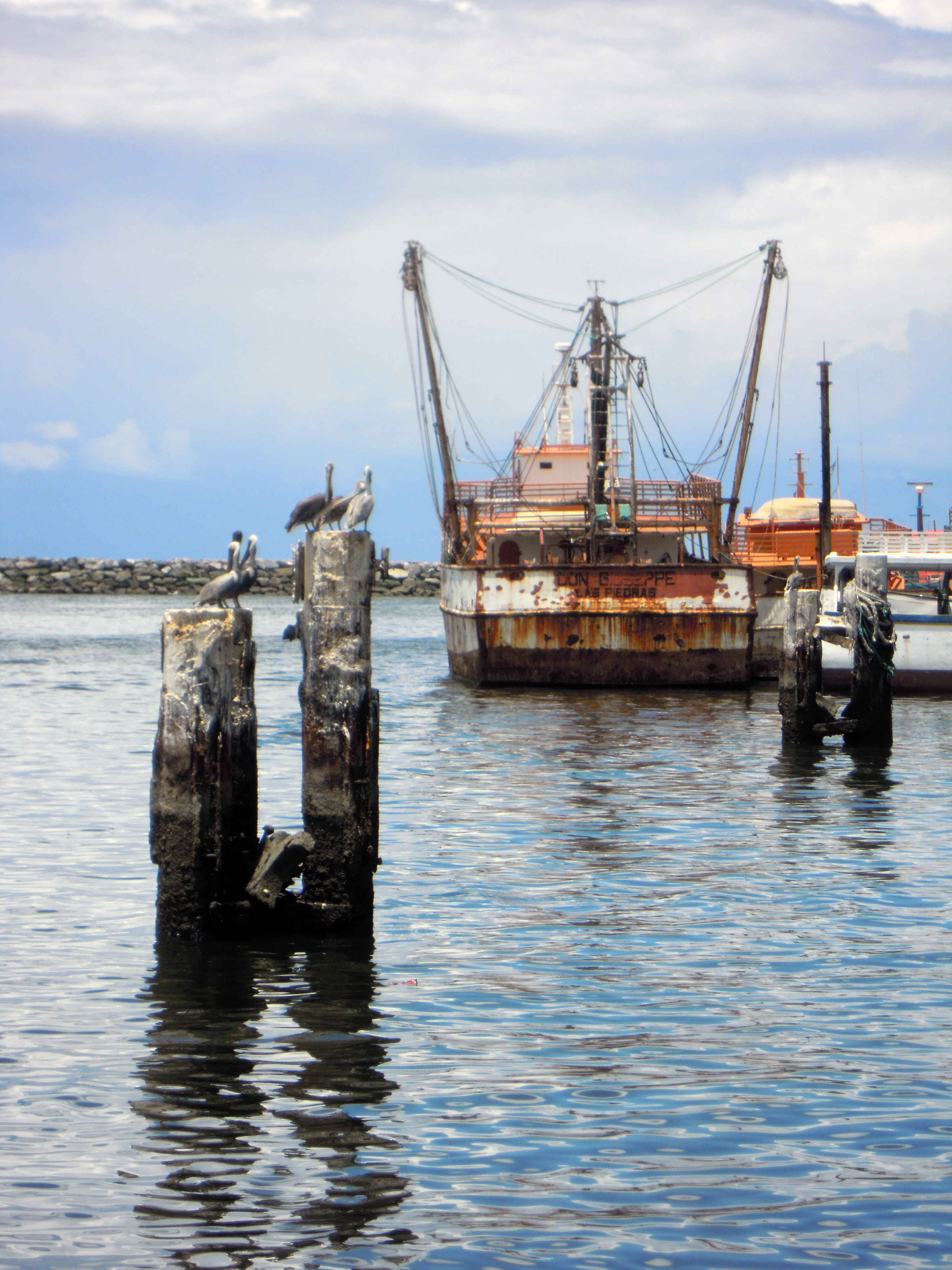
Imagen del puerto de Güiria.

- Centro Náutico Pesquero Almirante Brión

## Cultura
Se practica el Batting ball, conocido como cricket. The Steelband o tambores metálicos de Trinidad y Tobago es la música que acompaña los carnavales y al J'ouvert de Güiria. Comidas típicas de Güiria son: Kalalu, Sauz, Pelau, Domplina, etc.
Entre algunas estructuras ubicadas en la ciudad se encuentran el Salón de Lectura Cristóbal Colón, el Salón de Lectura Miguel López Alcalá, o el Complejo Cultural de la Orquesta Sinfónica Juvenil de Güiria.

## Nativos de Güiria
- Luis Bethelmy (1986), jugador de baloncesto.
- César Farías (1973), entrenador y exfutbolista.
- Ezequiel Carrera (1987), beisbolista.
- Luis Piñerúa Ordaz (1924-2001), gobernador del estado Monagas y candidato presidencial venezolano.
- Pedro Estrada (1906-1989), político y director de la Seguridad Nacional.

## Plazas y monumentos
- Plaza Simón Bolívar.
- Plaza Francisco De Miranda.